# Rava (Kose)
Rava ist eine Ortschaft in der Landgemeinde Kose im estnischen Kreis Harju. Bis 2013 gehörte sie zur Landgemeinde Kõue.